# Dacă...
Dacă... (în engleză If...) este un film din 1968 regizat de regizorul britanic Lindsay Anderson ce satirizează sistemul de învățământ britanic. Filmul conține secvențe suprarealiste.

## Distribuție
- Malcolm McDowell – Mick Travis, prima sa apariție cinematografică
- Arthur Lowe – dl. Kemp, administratorul
- Peter Jeffrey – directorul
- Richard Warwick – Wallace
- David Wood – Johnny Knightly
- Christine Noonan – fata
- Rupert Webster – Bobby Philips
- Robert Swann – Rowntree
- Peter Jeffrey – Headmaster
- Mona Washbourne – Matron

## Primire
Producția a câștigat Marele Premiu la ediția din 1969 a "Festivalului de la Cannes". În 2004 revista Total Film a poziționat filmul pe locul 16 în topul celor mai bune filme britanice din toate timpurile.
The Criterion Collection a lansat un DVD pe 19 iunie 2007.
Într-un sondaj din 1999 al Institutului Britanic de Film (British Film Institute - BFI) filmul a fost desemnat ca fiind al 12-lea cel mai bun dintr-o listă de 100 filme britanice.